# Pilling (Tyrlaching)
Pilling (mundartl.: Buin) ist ein Ortsteil der Gemeinde Tyrlaching im oberbayerischen Landkreis Altötting.

## Lage
Der Weiler Pilling liegt etwa 0,5 Kilometer nordöstlich von Tyrlaching. 

## Geschichte
Der Name des Weilers geht auf einen altdeutschen Personennamen zurück und bezeichnet den Ort bei den Leuten des Pechi(l)o (auch Pillunch). Der Ort ist urkundlich 788 als Pechilingen, 1230 als Pieheling und 1300 als Pilhing belegt.